# Auguste Bénébig (patrouilleur)
L'Auguste Bénébig (numéro de coque P779) est un patrouilleur de la Marine française lancé en 2021. Portant le nom d'Auguste Bénébig, compagnon de la Libération, il est le navire de tête de sa classe. Il est basé à Nouméa depuis avril 2023.

## Histoire
La première tôle de l'Auguste Bénébig est découpée à Saint-Malo le 8 octobre 2020 en présence de la ministre Florence Parly. La coque rejoint ensuite Boulogne-sur-Mer, où il est officiellement mis à l'eau le 15 octobre 2021. La cérémonie de prise d'armement pour essais a lieu le 30 avril 2022, puis le patrouilleur est en essai à la fin du mois de juillet 2022, avant de rejoindre la base navale de Brest le 31 de ce mois, où les derniers travaux sont effectués et où son équipage s'entraîne jusqu'à son départ pour sa zone de mission. Début décembre 2022, il conduit plusieurs essais du micro-drone SMDM.
Le bâtiment quitte Brest le 17 janvier 2023 pour rejoindre la Nouvelle Calédonie. Il fait escale du 22 au 25 janvier à Las Palmas (Grande Canarie), puis arrive à Fort de France aux Antilles le 6 février, pour une escale jusqu'au 11 février. Après avoir transité par le canal de Panama, il fait escale à Papeete du 14 au 20 mars puis à Wallis le 26 mars. Le 3 avril 2023, il arrive à son port d'attache, Nouméa. Prévu pour remplacer La Glorieuse, il est officiellement réceptionné par la direction générale de l'Armement le 5 mai 2023, puis admis au service actif à Nouméa le 25 juillet 2023. Le 10 août, il participe à l'exercice OGURI-VERNY avec le LHD japonais Shimokita, puis du 28 août au 1 septembre à l'exercice CAGOU 23 avec la frégate Vendémiaire et le bâtiment de soutien D'Entrecasteaux. Le 17 octobre, l'Auguste Bénébig quitte sa base de Nouméa pour sa première mission opérationnelle, avec des escales prévues aux îles Samoa et Tonga.
Du 19 au 21 février 2024, il participe à l'exercice CAGOU 24 avec la frégate de surveillance Vendémiaire et le BSAOM D'Entrecasteaux. Du 23 février au 28 mars, il est déployé dans la zone de responsabilité permanente du commandant supérieur des FANC. Pendant ce déploiement,  il fait escale du 28 février au 3 mars à la base navale de Cairns, en Australie. Il fait route ensuite vers la Papouasie Nouvelle Guinée. Il participe à l'opération de contrôle des pêches Rai Balang 24 du 4 au 15 mars. Il est de retour à Nouméa le 26 mars. Le 27 et 28 avril, il effectue une mission hydrographique autour de l'île de Maré.